# فريدي جورمان
فريدي جورمان (بالإنجليزية: Freddie Gorman)‏ هو منتج أسطوانات ومغن مؤلف وملحن ومغني أمريكي، ولد في 11 أبريل 1939، وتوفي في 13 يونيو 2006.

## وصلات خارجية
- فريدي جورمان على موقع IMDb (الإنجليزية)
- فريدي جورمان على موقع ميوزك برينز (الإنجليزية)
- فريدي جورمان على موقع قاعدة بيانات برودواي على الإنترنت (الإنجليزية)
- فريدي جورمان على موقع ديسكوغز (الإنجليزية)